# Kurt Brenner
 (avril 2016).
Si vous disposez d'ouvrages ou d'articles de référence ou si vous connaissez des sites web de qualité traitant du thème abordé ici, merci de compléter l'article en donnant les références utiles à sa vérifiabilité et en les liant à la section « Notes et références ».

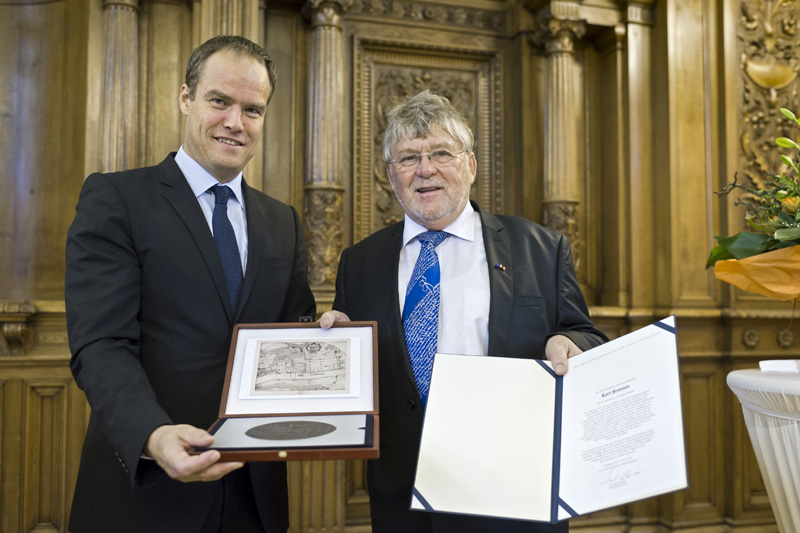
Kurt Brenner et Dr Eckart Würzner, le maire de Heidelberg (2012).

Kurt Brenner  (né le 13 mai 1935 à Schwäbisch Gmünd dans le Land de Bade-Wurtemberg) est un germaniste et romaniste, un acteur de la vie culturelle et des relations franco- allemandes. Il a enseigné entre autres la littérature, la langue et la civilisation allemandes aux universités de Heidelberg et de Montpellier.

## Biographie
Né au pied du Jura souabe dans la ville de Schwäbisch Gmünd, Kurt Brenner y a passé sa jeunesse et le baccalauréat au lycée Parler. Il a ensuite travaillé dans le service des exportations de la cristallerie „Graf Schaffgottsche Josephinenhütte“ avant de commencer à partir de 1957 les études de romanistique et de germanistique à l'université de Heidelberg et à l'Universite Paris 1 Pantheon-Sorbonne. Durant l’année scolaire 1960/61 il a enseigné comme assistant d’allemand au lycée Carnot et aux cours préparatoires de HEC (Hautes études commerciales) à Paris.
De 1964 à 1969 Brenner, a enseigné la langue, la civilisation et la  littérature allemandes à l’institut „ Angewandte deutsche Sprachwissenschaft“ de l'Université de Heidelberg ainsi qu’au cours international de vacances de l’université de Heidelberg. Le 1er septembre 1969 Brenner a pris la direction du centre culturel allemand „ Maison de Heidelberg“ à Montpellier dont il restait directeur jusqu’à sa retraite en 2011. De 1969 à 1973 il a assuré parallèlement un enseignement de civilisation allemande à l'Université Paul-Valéry Montpellier 3. Il y siégeait dans plusieurs de ses commissions. Il a créé en 2000 l’action “ DeutschMobil” pour la promotion de la langue allemande en milieu scolaire en coopération avec la Fondation Robert Bosch et la société Daimler Benz. De 1997 à 2007 il dirigeait en tant que président fondateur les affaires de la Fédération des maisons franco- allemandes.
En tant que directeur du centre culturel allemand “Maison de Heidelberg”, fondée en commun accord par les universités de Montpellier et de Heidelberg en 1966, Brenner a joué durant quatre décennies un rôle décisif dans le déroulement et l’approfondissement des relations entre les universités et les villes jumelées de Montpellier et Heidelberg. Il était médiateur dans l’établissement et le développement des jumelages entre les villes de Castelnau-le-Lez et Plankstadt, de Pérols et Flörsheim , d'Antibes et Schwäbisch Gmünd.
Il était à l’origine de la fondation de la „ Fédération des maisons franco-allemandes „ qu’il dirigeait comme président de 1997 à 2007. Dans cette fonction il créa en 2000 l’opération nommée „DeutschMobil“ dont il occupait la direction de 2000 à 2013.

## Autres fonctions
- Depuis 1980 : Membre du conseil d’administration de la Maison de l‘ Europe de Montpellier
- 1993 : Président fondateur de l‘ Association „Langues d‘ Europe“
- De 1985 à 2011 :  secrétaire général de la Maison de l’ Europe de Montpellier.
- 2000-2005 : Membre du Conseil de la vie universitaire de l’Université Paul-Valéry Montpellier 3.
- 2014 : membre correspondant de la “Société archéologique de Montpellier”

## Prix et distinctions
- 1952  médaille d’ honneur de la fédération des sports du Land Bade-Wurtemberg en tant que membre de l’ équipe de natation de Schwäbisch Gmünd pour le gain du championnat d‘ Allemagne.
- 1977 médaille de mérite de l’Office franco-allemand pour la jeunesse
- 1979  prix France- Allemagne remis par Alain Poher, président du Sénat pour le mérite culturel dans les relations franco- allemandes.
- 1979 Citoyen d'honneur de la ville de Montpellier
- 1989 1re classe de Ordre du Mérite de la République fédérale d'Allemagne
- 1992 L‘ Ordre du Mérite du ministre du tourisme de la République française
- 1992 Citoyen d'honneur de la ville de Mauguio
- 1993 chevalier dans l'Ordre des Palmes académiques
- 2001 médaille de mérite du Land Bade-Wurtemberg  remis par le ministre- président Erwin Teufel
- 2002 Officier dans l'Ordre des Palmes académiques
- 2003 prix de Gaulle- Adenauer pour l’ action „DeutschMobil“
- 2006 citoyen d‘ honneur de l‘ université de Heidelberg
- 2012 remise de la „Bürgermedaille“ (médaille du citoyen) de la ville de Heidelberg par M. Eckart Würzner, maire de Heidelberg.

## Ouvrages
- Montpellier- A la croisée des chemins, en association avec le photograph Bob ter Schiphorst, Heidelberger Verlagsanstalt und Druckerei GmbH, 1981.
- Montpellier- Facettes d’une millénaire en association avec le photograph Bob ter Schiphorst et une préface  de l’écrivain Geneviève Bon, HVA- Axione, Montpellier et HVA  Heidelberg 1990.
- Dix ans de DeutschMobil 2000-20010 dans DeutschMobil - 10 années au service de la langue et la culture allemandes en France avec la participation de Tomi Ungerer.
- Quelle stratégie pour développer le plurilinguisme en Europe ? , publication des Actes du colloque, organisé par l’Association Langues d’Europe avec le soutien de la commission des Communautés Européennes, Montpellier, 1993.
- Quarante années de la Maison de Heidelberg à Montpellier: de la réussite d’une expérience culturel dans Regards croisés- Blickwechsel, sous la direction de Volker Sellin, Heidelberg, 2007.
- Erlebte Geschichte erzählt, Michael Buselmeier im Gespräch mit Kurt Brenner, in : „ Erlebte Geschichte erzählt 2005- 2010, avec la participation de Jan Assmann, Klaus von Beyme, Wilhelm Genazino, Bernard Vogel, …, Wunderhorn- Verlag, Heidelberg 2011.